# Planescape: Torment
Planescape: Torment – komputerowa gra fabularna stworzona przez Black Isle Studios a wydana przez Interplay Entertainment 12 grudnia 1999 roku. Rozgrywka oparta jest na drugiej edycji zasad systemu Advanced Dungeons & Dragons i osadzona jest w świecie Planescape. W grze wykorzystano nieco zmodyfikowany silnik graficzny Infinity Engine, który wcześniej został wykorzystany w grze Baldur’s Gate. Planescape: Torment znajduje się na liście najlepszych gier wszech czasów serwisu GameSpot. Redakcja serwisu Gry-Online w 2014 roku przyznała Planescape: Torment 5. miejsce na liście najlepszych gier RPG wszech czasów.
W kwietniu 2017 roku została wydana rozszerzona wersja gry Planescape: Torment: Enhanced Edition za którą odpowiada studio Beamdog. Nowa edycja zawiera poprawioną szatę graficzną i interfejs. Docelowe platformy to Linux, Windows, iOS i Android.

## Świat gry
Akcja gry rozgrywa się w Wieloświecie. Owo uniwersum podzielone jest na wymiary, nazwane sferami lub planami – różnią się one budową, mieszkańcami, a nawet prawami natury. W każdej z nich istnieje pewna cecha natury, intelektu, bądź ducha, która przeważa czyniąc ją unikatową. Istnieje jednak sfera o neutralnym charakterze, a mianowicie Krainy Zewnętrzne, w których centrum znajduje się "Iglica Sfer"; nad jej wierzchołkiem leży niezwykłe miasto, Sigil, sławiące się mnóstwem ukrytych portali do wszystkich wymiarów – znajdują się one często w nieprzewidywalnych miejscach i aktywowane są przeróżnymi kluczami, którymi może być nie tylko przedmiot materialny, lecz także myśl, gest czy piosenka. Owych portali zazdrośnie strzeże przed obcymi bóstwami enigmatyczna władczyni tego miejsca, Pani Bólu.

### Fabuła
Fabuła gry opowiada o Bezimiennym – nieśmiertelnym człowieku, który stracił pamięć na skutek stanu określanego przez większość bytów myślących jako śmierć. Jego opowieść zaczyna się w Kostnicy miasta Sigil. Gracz towarzyszy bohaterowi podczas prób odzyskania własnej tożsamości oraz wspomnień. Próbuje on dowiedzieć jak najwięcej o przeszłości Bezimiennego: o tym, jak utracił swą śmiertelność, a może zarazem i swoje człowieczeństwo.

### Bohaterowie
Bezimienny
Główny bohater Planescape: Torment, w którego wciela się gracz. Pokryty licznymi bliznami, tatuażami, muskularny mężczyzna.
Tym, co go wyróżnia spośród innych bohaterów jest jego nieśmiertelność. Ceną za to jest całkowite zatracenie wspomnień i tożsamości w przypadku znacznego uszkodzenia ciała. Ponadto każdy powrót Bezimiennego do świata żywych powoduje uśmiercenie przypadkowej osoby, która staje się ogarniętym żądzą zemsty cieniem. W grze jest tylko kilka przypadków, w których można zginąć (min. próba walki z Lotharem czy popełnienie samobójstwa specjalną bronią).
W trakcie gry poznajemy jego przeszłość, czyny jakich dokonały poprzednie wcielenia, a także ludzi powiązanych z Bezimiennym. Podążamy śladami zostawionymi nam przez poprzednie wcielenia. Jak przekonujemy się później cykl narodzin i śmierci Bezimiennego trwa od setek a może i tysięcy lat. W poprzednich wcieleniach silnie wpływał na najważniejsze wydarzenia polityczne całego uniwersum oraz brał udział w głównych bitwach, zmieniał oblicza światów, paktował z boskimi stworzeniami. Oprócz tego był – między innymi – złodziejem, kłamcą, świętym, maniakalnym zabójcą. W trakcie postępu w grze przypominamy sobie pewne umiejętności (jak na przykład Wskrzeszanie) oraz wskazówki prowadzące do rozwiązania tajemnicy nieśmiertelności bohatera. W końcowej fazie gry może poznać swe imię, a także odzyskać śmiertelność oraz cel swego życia. W ostatniej animacji widzimy go udającego się na Wojnę Krwi, aby odpokutować czyny dokonane przez poprzednie wcielenia.
Morte
Poznajemy go na samym początku gry, już w Kostnicy. Wydaje się być dobrym przyjacielem, lecz podczas wędrówki poznajemy wiele jego sekretów, jak chociaż przeszłość w Słupie Czaszek czy zatajenie ostatniej linijki tekstu tatuażu na plecach. Jak każdy bohater w grze jest powiązany z Bezimiennym jeszcze zanim w ogóle zaczynamy grę. Niewiele pamięta sprzed momentu swej śmierci (do której doprowadził właśnie Bezimienny), jednakże to czego się od niego dowiadujemy to to, że był skorumpowanym urzędnikiem, który oszukał m.in. Bezimiennego, przez co doprowadził do jednej z wielu jego śmierci. Wylądował za to w Baatorze w Słupie Czaszek. Stamtąd wyciągnął go Bezimienny (jego pragmatyczne wcielenie) i od tamtej pory Morte nie odstępuje go na krok. Jego udręką są grzechy z przeszłości.
Dak'kon
Przedstawiciel rasy githzerai. Jest ostatnim wojownikiem w całym uniwersum dzierżącym zerthowe ostrze, będące przedłużeniem myśli githzerai, zmieniające się w zależności od jego stanu psychicznego (a w mechanice gry od jego poziomów i postępów w rozmowach). Jest dobrym magiem, a jeszcze lepszym wojownikiem. Bezimienny może nauczyć się od niego historii jego rasy, a także paru zaklęć typowych dla githzerai. Cechą szczególną Dak'kona są jego oczy, czarne niczym kawałki węgla, wyrażające niesamowity ból i cierpienie. Podczas rozmów z Dak'konem dowiadujemy się, że już nieraz towarzyszył Bezimiennemu w jego wędrówkach. To właśnie główny bohater ofiarował mu krąg, z którym Dak'kon nigdy się nie rozstaje, a dzięki któremu właściciel zerthowego ostrza był w stanie wyjść z depresji spowodowanej upadkiem jego ludu. Dowiadujemy się także, że Bezimienny pomógł Dak'konowi tylko dlatego, aby dostać jego ostrze, które – co potwierdza sam Dak'kon – jest w stanie zabijać wszechświaty. Dak'kon już raz odbył wędrówkę z Bezimiennym do Fortecy Żalu, jednak ponieśli klęskę. Jego udręką jest przysięga jaką złożył Bezimiennemu – iż będzie u jego boku aż do śmierci jednego z nich. Nie wiedział wówczas o nieśmiertelności bohatera. W końcowej fazie gry, dowiadujemy się, że został uwolniony od swej przysięgi, ponieważ umarł za Bezimiennego.
Anna Spośród Cieni
Diabelstwo, adoptowana córka Faroda, przywódcy zbieraczy. Jedyny bohater złodziej w grze.
Zajmuje się zbieraniem ciał dla swego przyszywanego ojca i to właśnie ona znalazła ciało Bezimiennego po jego ostatniej śmierci. Jest mieszkanką Ula i mówi typowym dla tej dzielnicy slangiem. Poprzez dialogi możemy doprowadzić do romansu pomiędzy Bezimiennym a Anną, którego finałem będzie pocałunek tych dwojga. Udręką jej jest właśnie miłość do Bezimiennego, z którą nie może się pogodzić. W Fortecy Żalu uwalnia się z jej jarzma wyznając nieśmiertelnemu swe uczucie.
Ignus
Mag-piroman. Został skazany na banicję w sferze ognia za próbę spalenia Ula. Został powstrzymany przez połączenie sił wszystkich magów tej dzielnicy. Kara ta, uśmierciłaby normalnego człowieka, jednak Ignus dzięki swej woli życia przetrwał. Mimo to, utracił swą osobowość i oszalał. Został maskotką w barze "Pod gorejącym człekiem". Uwielbia ogień, może nauczyć Bezimiennego zaklęć ognia w zamian za jego organy – rękę, oko – co skutkuje w trwałym ubytku punktów życia. Jego przeszłość powiązana jest z przeszłością Bezimiennego – którego Ignus był uczniem. Tamto wcielenie Bezimiennego było jednym z ostatnich potężnych magów (jak mówi Ignus) i wierzyło, że ogromną wiedzę można nabyć tylko poprzez cierpienie. Ignus wciąż wierzy, że Bezimienny jest tym potężnym magiem, więc mimo cierpień zadanych mu podczas nauki jest mu posłuszny.
Jego udręką jest cierpienie jakie zadał mu Bezimienny w przeszłości, a także życie ze świadomością tego czynu.
Nie-Sława
Tanar'ri, sukkub. Prowadzi Przybytek Zaspokajania Żądz Intelektualnych, gdzie mężczyźni mogą porozmawiać i wymienić poglądy z kurtyzanami. Pomimo bycia jedyną w grze kapłanką nie wyznaje żadnego bóstwa. Jej udręką jest wyparcie się swojej natury jako sukkuba.
Posiada specjalną umiejętność "Pocałunek Nie-Sławy", którym potrafi zabijać po nieudanym rzucie obronnym.
Postać Nie-Sławy została uznana przez serwis dla kobiet graczy womengamers.com za jedną z najciekawszych żeńskich postaci z gier komputerowych.
Vhailor
Od lat pozostaje uśpiony w Klątwie. Budzi go Bezimienny i po rozmowie Vhailor może dołączyć do jego drużyny. Jest nawiedzoną zbroją, członkiem Łaskobójców, od wieków ścigającym nieznanego mu dokładniej mordercę. Odznacza się dużą siłą, odpornością i dysponuje nadprzyrodzoną zdolnością przenikania umysłów napotkanych ludzi. Jeśli w trakcie gry się dowie, że morderca którego szuka to Bezimienny, który dopuścił się zabójstw podczas jednego z poprzednich żyć, natychmiast opuszcza drużynę i atakuje protagonistę. Bezimienny zaklął Vhailora w zbroję i pozostawił uśpionego w podziemiach Klątwy. Jego udręką jest ślepe posłuszeństwo służbie i pogoń za Bezimiennym.
Nordom
Jest modronem, pochodzącym – jak każdy z nich – z Mechanusa. Oddzielił się od rodzinnej sfery po kontakcie ze sferą chaosu – Limbo. Od tamtej pory odłączył się od wspólnoty myślowej modronów. Wszystkie jego decyzje podejmowane są w logiczny sposób, jednakże czasami można zauważyć wpływ chaosu na umysł Nordoma. Jako jedyna postać obsługiwana przez gracza może posługiwać się bronią dystansową – dwoma "duchami trybów" będącymi automatycznymi kuszami z nieograniczoną ilością bełtów. W miejsce typowych dla modrona skrzydeł ma dodatkową parę ramion. Jego udręką jest wiara w logikę. Spotkać go można w Labiryncie Modronów, po wybraniu najtrudniejszego poziomu.

## Produkcja
W 1997 roku projektanci z Black Isle Studios stworzyli dokument liczący 47 stron, w którym opisali główne założenia i wizję gry. Początkowo gra miała nazywać się Last Rites i została określona awangardą fantasy w celu odróżnienia jej od high fantasy. W dokumencie znajdują się także projekty graficzne postaci i obszarów z gry.

Planescape: Torment ma na celu dostarczenie graczom poczucia, że odkrywają historię (zapomniana przeszłość głównego bohatera) podczas zwiedzania, mniej lub bardziej z własnej woli, rozległego i dziwacznego wymysłu.

Od samego początku produkcji twórcy zamierzali zakwestionować tradycyjne konwencje komputerowych gier fabularnych: w grze nie występują smoki, elfy, gobliny lub inne rasy fantasy. Dostępne są trzy miecze, szczury stanowią wyzwanie, a nieumarli są czasami bardziej sympatyczni od ludzi. Projektanci stwierdzili, że większość gier fabularnych ma „poprawne” podejście do rozwiązywania problemów, które często jest podejściem dobrym moralnie. Nazwali to „przewidywalnym i głupim” i chcieli stworzyć grę z większą swobodą moralną, gdzie konkretny problem może mieć dwa pozytywne lub dwa negatywne zakończenia. Główne zadanie nie polega na ratowaniu świata, ale na zrozumieniu postaci Bezimiennego i jego nieśmiertelności. Śmierć głównego bohatera lub jego kompanów jest często tylko drobną przeszkodą, a czasami jest nawet koniecznością.

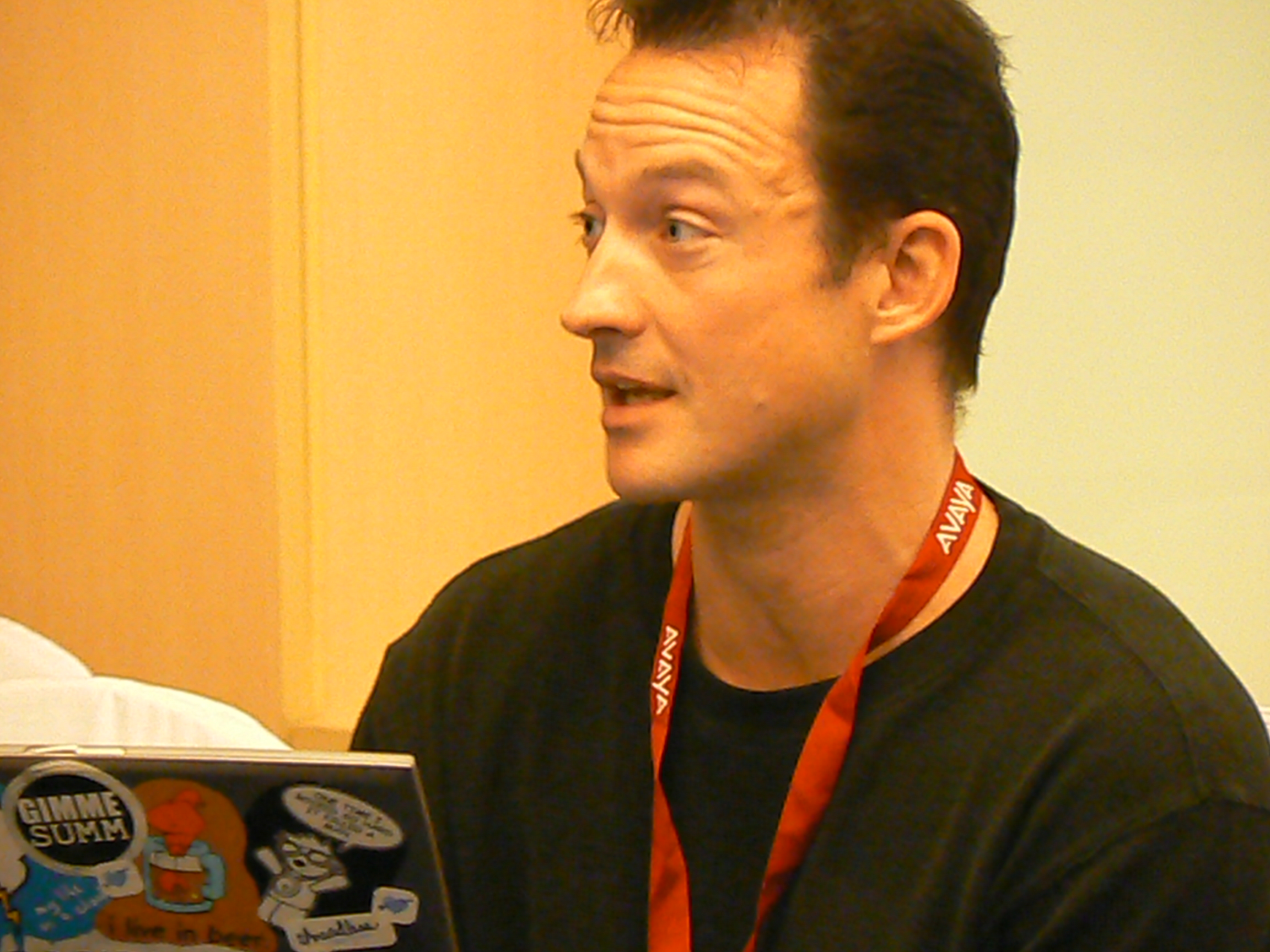
Chris Avellone (2009)

Według głównego projektanta Chrisa Avellone, głównymi inspiracjami dla Planescape: Torment były książki, komiksy i inne gry takie jak Archie Comics, Kroniki Amberu, The Elementals i Shadowrun. Dokument z 1997 podaje także odniesienia do Władcy Pierścieni podczas tworzenia bohaterów. Podczas pracy nad grą Chris jednocześnie pracował nad Falloutem 2. W wywiadzie z 2007 roku powiedział, że praca nad Falloutem 2 pomogła mu przemyśleć możliwości dialogowe w Planescape: Torment i później w Neverwinter Nights 2. Skomentował także, że wiele pomysłów zawartych w grze mogło być przekazanych tylko w postaci tekstu, ponieważ nikt nie miałby budżetu do sfinansowania tego w postaci serialu czy filmu. Wreszcie, Chris ubolewał, że studio skupiło się na dialogach, co w jego odczuciu kolidowało z innymi elementami gry, a głównie z systemem walki. Scenariusz gry zawiera około 800 tysięcy słów.
W kilku wywiadach producent gry, Guido Henkel, określił, że był coraz bardziej niezadowolony naciskiem na deweloperów ze strony zarządu Interplay po tym jak zaoferowali wstępną ofertę publiczną. Pomimo że podczas produkcji odrzucono tylko kilka pomniejszych wątków fabularnych i postaci, Guido oskarżył Interplay o lekceważenie studia odnośnie do marketingu. Głównym celem Guido było niedopuszczenie do tego, by uszkodzona gra trafiła do graczy. Stwierdził także, że jego działania miały większy wpływ niż te ze strony Chrisa Avellone, Erica Campanella, czy Dave'a Maldonaldo, ale z racji tego, że producent wykonuje niemile widziane decyzje, jego rola została zbagatelizowana.
Silnik gry to Infinity Engine firmy BioWare. W porównaniu do serii Baldur's Gate, Planescape: Torment posiada nieco większe i wyraźniejsze sylwetki postaci. Całkowicie inaczej wyglądają również czary. Podobnie jak w BG istnieje możliwość pauzy w dowolnym momencie rozgrywki i zmiany wykonywanych przez postaci ruchów. Interfejs jest nieco odmienny, dodano wywołanie podręcznego menu postaci po kliknięciu prawym przyciskiem myszki.
Ścieżka dźwiękowa została stworzona przez Marka Morgana i Richarda Banda w ostatnim tygodniu produkcji gry, jednak o jej jakości może świadczyć udostępnienie jej w całości na planetbaldursgate.com i duże zainteresowanie nim nawet wśród osób, które nigdy w grę nie grały. Zawiera ona trzy różne utwory dla zakończeń dobrego, złego i neutralnego, które zależy od sposobu postępowania w trakcie i na końcu gry.
Gra została wydana także w pełnej, polskiej wersji językowej. Za tłumaczenie obszernego skryptu i dubbing odpowiedzialna jest firma CD Projekt. W niektórych krajach gra była lokalizowana przez graczy entuzjastów. We Włoszech przetłumaczono amatorsko całą grę w ciągu 15 miesięcy. Amatorskie tłumaczenie powstało również w Hiszpanii i Korei Południowej.

## Nawiązania

### Gry
Niektóre z broni z gry Planescape: Torment można kupić u sprzedawców w grze Baldur's Gate II: Cienie Amn. Dotyczy to na przykład ostrza Dak'kona czy hełmu Vhailora. W grze znajdują się ukryte przedmioty nawiązujące do innych gier wydanych przez twórców, jak choćby pojemniki radioaktywne (Fallout) oraz książka z symbolem Bhaala (Baldur's Gate).
W grze Neverwinter Nights 2 jeden z NPCów wspomina o Dak'konie, w kontekście bohaterów githzerai.

### Książki
Po premierze gry wydano książkę, opowiadającą o wydarzeniach z gry. Została ona raczej chłodno przyjęta przez rynek – jako główną wadę wskazywano niejednokrotny brak związku między wydarzeniami z gry i książki (w której to np. Bezimienny posiada imię). Przyczyną był fakt, że książka została napisana zanim ukończono pisanie scenariusza gry.

### Torment: Tides of Numenera
6 kwietnia 2013 studio inXile Entertainment za pomocą finansowania społecznościowego zebrało środki na grę będącą „duchowym następcą” Planescape: Torment, czerpiącą z dziedzictwa oryginału. Nowa produkcja – Torment: Tides of Numenera – w odróżnieniu od pierwowzoru – osadzona jest w autorskim świecie Numenery, futurystycznej gry fabularnej Monte Cooka. Torment: Tides of Numenera podobnie jak oryginał kładzie nacisk na fabułę, bogaty system dialogowy, wybory i konsekwencje, przedstawiając głęboką, osobistą historię bohatera. Grę wydano 28 kwietnia 2017; spotkała się z pozytywną rekcją krytyków.